# Royal Picardy
Le Royal Picardy est un très grand hôtel de luxe au Touquet-Paris-Plage, construit en 1929 sur les plans des architectes Louis Debrouwer et Pierre Drobecq et détruit à la fin des années 1960.
Avec ses 500 chambres, 120 salons et boudoirs, il est décrit à l'époque comme « le plus grand et le plus luxueux hôtel du monde ». Le lycée hôtelier du Touquet-Paris-Plage a été construit à l'emplacement qu'il occupait.

## Historique

### Appellation
Le nom de Royal Picardy, dans la forme anglicisée de Royal Picardie, a été choisi en souvenir du régiment Colonel-Général sous Louis XIV, devenu par la suite 1er régiment d'infanterie de ligne.

### Construction
Le bâtiment est construit en 1929 sur les plans des architectes Louis Debrouwer et Pierre Drobecq.
Cet hôtel, classé « hors classe », du Touquet-Paris-Plage, fait partie des sept grands hôtels de cette catégorie en activité avant la Seconde Guerre mondiale, les autres sont le Grand-Hôtel, l'Hermitage-Hôtel, l'hôtel du Golf, l'hôtel des Anglais, l'Atlantic Hôtel et l'hôtel Westminster; seul ce dernier hôtel est toujours en activité.
« Nec pluribus impar », la devise de Louis XIV, qui peut se traduire par « Supérieur à tout le monde », orne le pignon de l'entrée principale de l'hôtel. Il est vrai que nombre de superlatifs ont été utilisés pour le décrire : « le plus bel hôtel du monde », ou le plus grand d'Europe.
Prévu pour le 1er août, le Royal Picardy est inauguré douze jours plus tard, le 12 août 1929. L'établissement tombe en faillite dès 1931 ; à la suite de la crise de 1929, Deauville lui est préféré. Par adjudication du 26 mars 1931, il est mis en vente, mise à prix de l'hôtel 1 000 000 francs et mise à prix du restaurant et du bar 100 000 francs.

### Fermeture
Le Royal Picardy est très endommagé par des bombardements alliés, de mai jusqu'au 3 juin 1944. Sa reconstruction et sa réouverture en cette dure période d'après guerre ne semblent pas évidente. Une occasion se présente par l'utilisation des dommages de guerre, et d'un financement complémentaire, provenant de l'aide américaine, dite Plan Marshall : l'association France États-Unis projette la transformation de l'hôtel en un collège international d'enseignement secondaire qui prendra, avec l'accord écrit de sa veuve, le nom du président mort Franklin D. Roosevelt. Cet établissement permettra la sédentarisation et l'intégration des soldats américains, désireux de rester en Europe, et leur délivrera un diplôme équivalent aux diplômes américains. Mais la population touquettoise n'est pas encore psychologiquement prête à voir disparaître l'un des fleurons de son économie touristique. Et les autorités font échouer le projet en contre-proposant d'implanter l'établissement au Nœud Vincent.

### Démolition

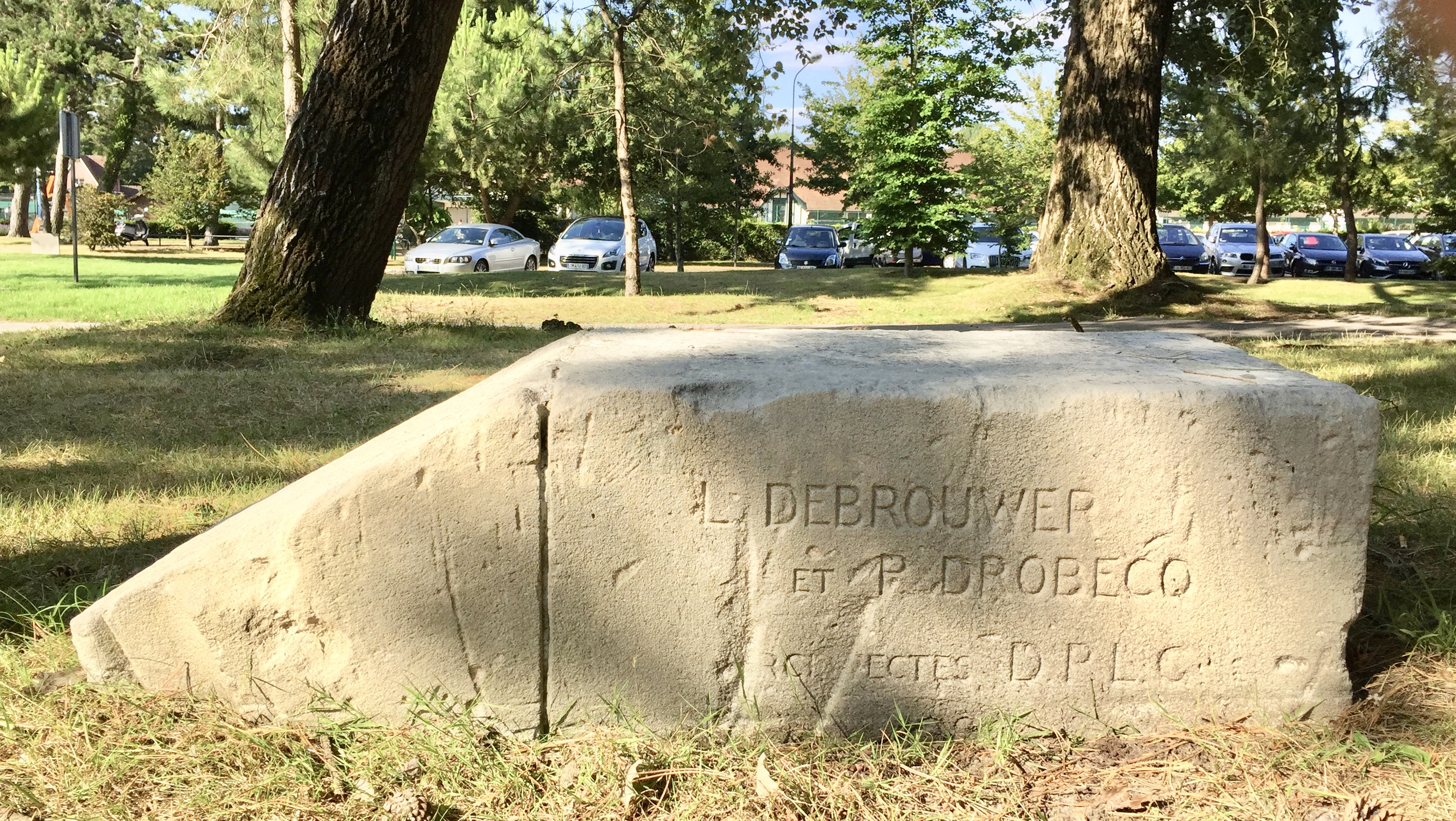
Bloc de pierre, vestige de l'hôtel portant les noms des deux architectes.

Finalement, le Royal Picardy est fermé définitivement en 1951, la société propriétaire n'ayant jamais touché les dommages de guerre. La ville fait l'acquisition de l'hôtel en 1967. Il est démoli en 1968 et à son emplacement est construit le lycée hôtelier dont les premiers élèves sont accueillis le 1er octobre 1972. La BBC y tourne un film qui lui est consacré avant qu'il ne soit détruit. Ses ruines sont ensuite utilisées pour remblayer le futur lotissement de « Mayvillage », situé avenue François-Godin.

## Caractéristiques

### Architecture
La construction est de style renaissance anglaise.
Le Royal Picardy, bâtiment de 6 500 m2, avait neuf étages, faisait 40 m de haut et comportait 500 chambres (toutes différentes, toutes avec salle de bains), 50 appartements de 5 à 10 pièces dont certains avec piscine, 120 salons et boudoirs. Il était équipé d'une piscine ozonée de 25 mètres à eau traitée et chauffée, d'une salle de culture physique, d'un hammam, d'un golf miniature, d'un terrain de squash, et du téléphone dans toutes les chambres et salons. Son garage, avec boxes privés, pouvait accueillir 100 voitures. Il était entouré d'un parc de 6 hectares.
La construction de cet énorme bâtiment, qui est un véritable tour de force, a débuté le 20 novembre 1928, et s'est interrompu deux fois (pour cause d'intempéries et de grève des ouvriers), ce qui donne sept mois de construction. 1 200 hommes, représentant 87 corps de métier, y travaillent. Chaque jour, on coule 140 tonnes de ciment et le 12 août 1929, l'hôtel accueille les clients des 125 premières chambres, l'ouverture complète n'est effective qu'en avril 1930.

### Décoration intérieure

#### Parties communes
La peintre orientaliste calaisienne Jeanne Thil représente, en quatre fresques de 16 m2 chacune, les hauts faits du régiment qui donne son nom à l'hôtel.

Fresques de Jeanne Thil
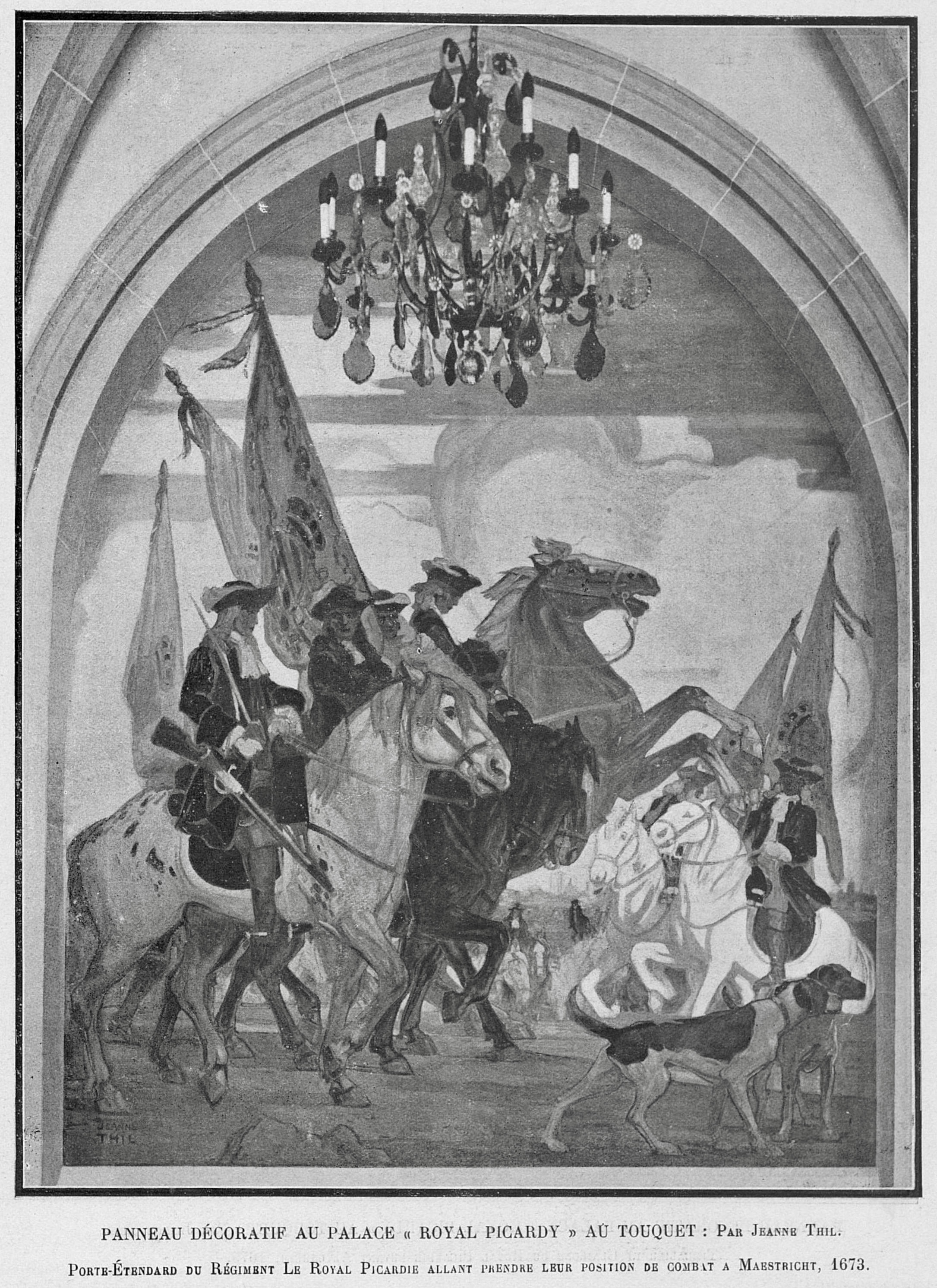
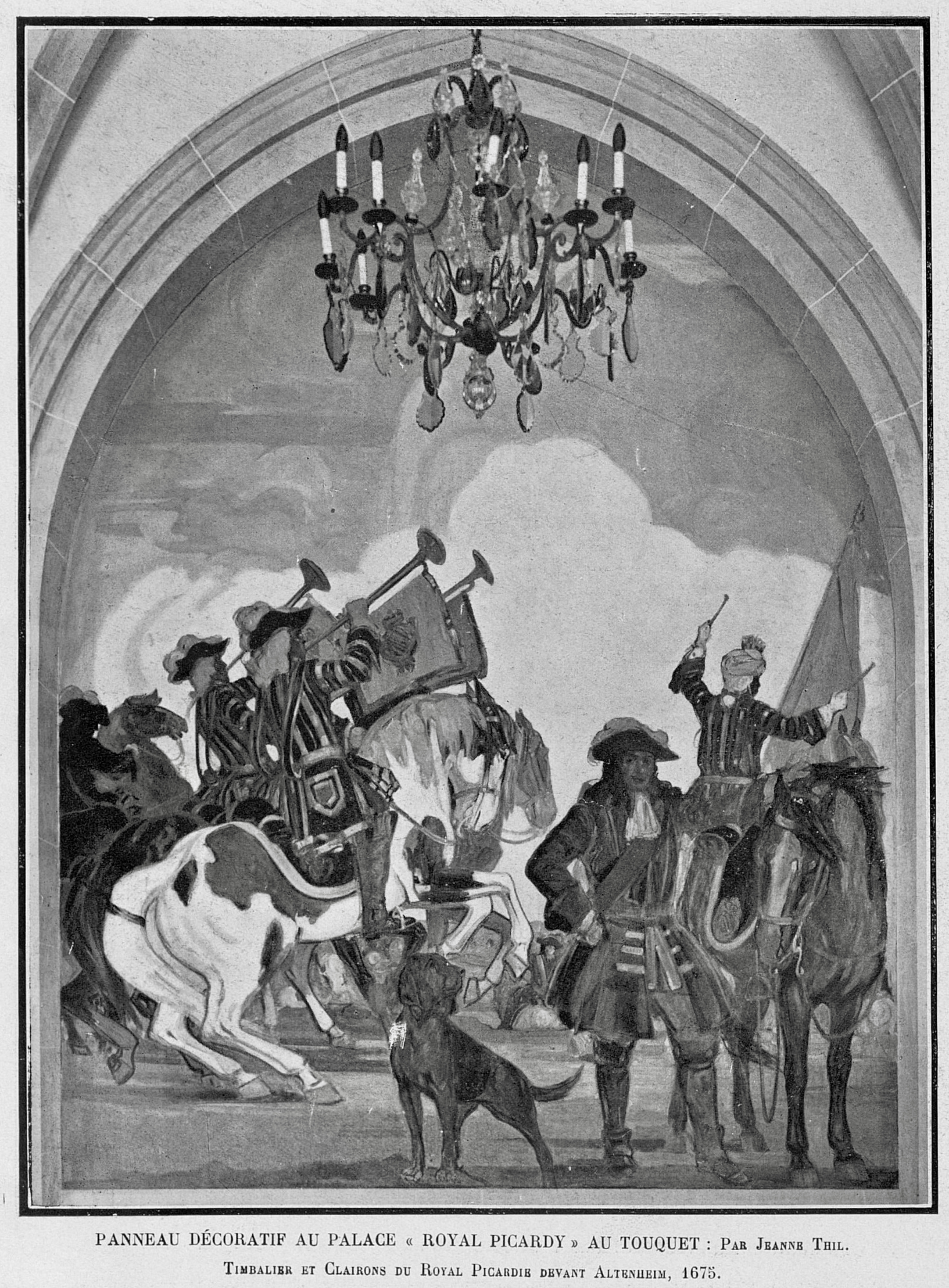
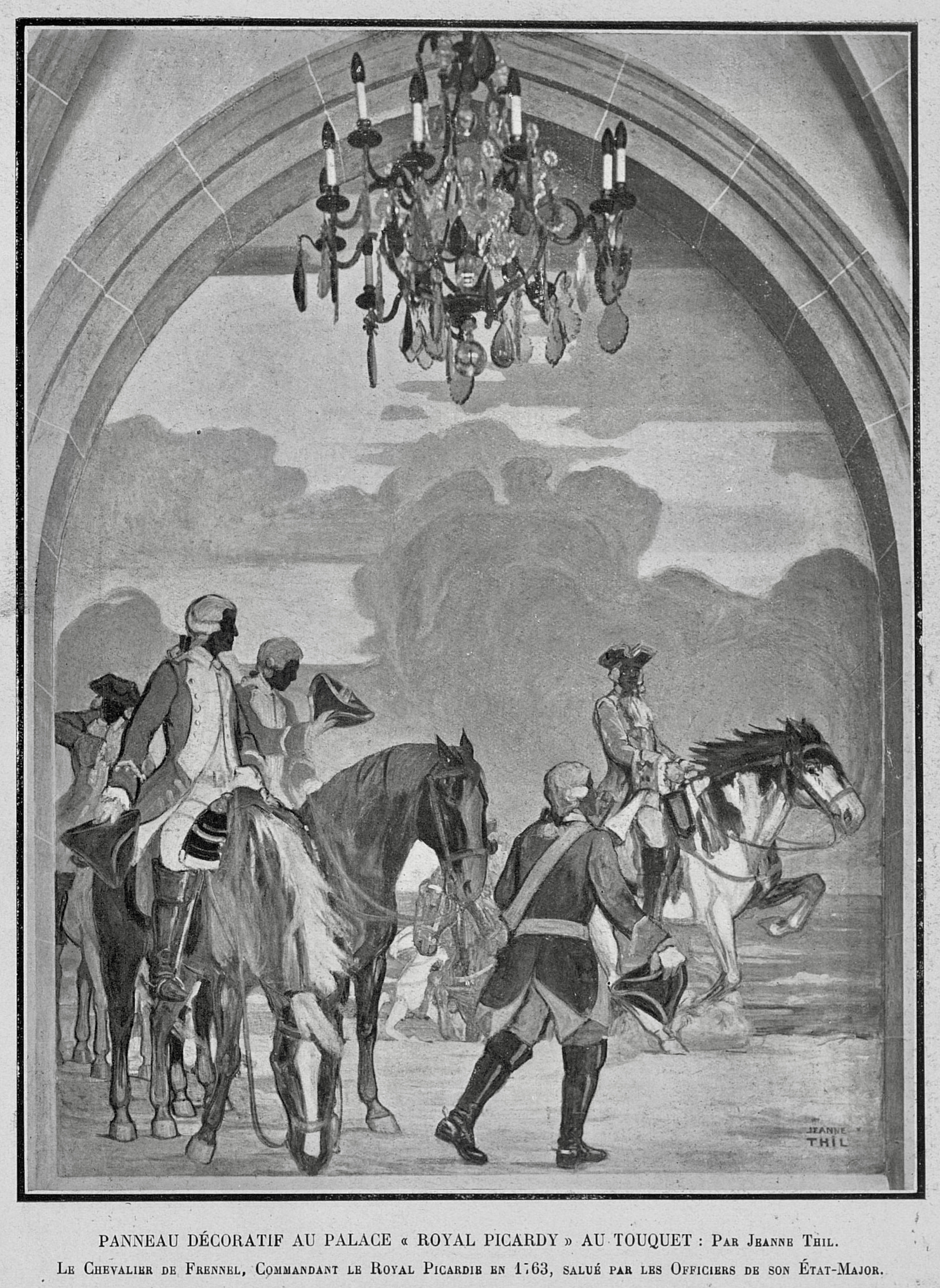
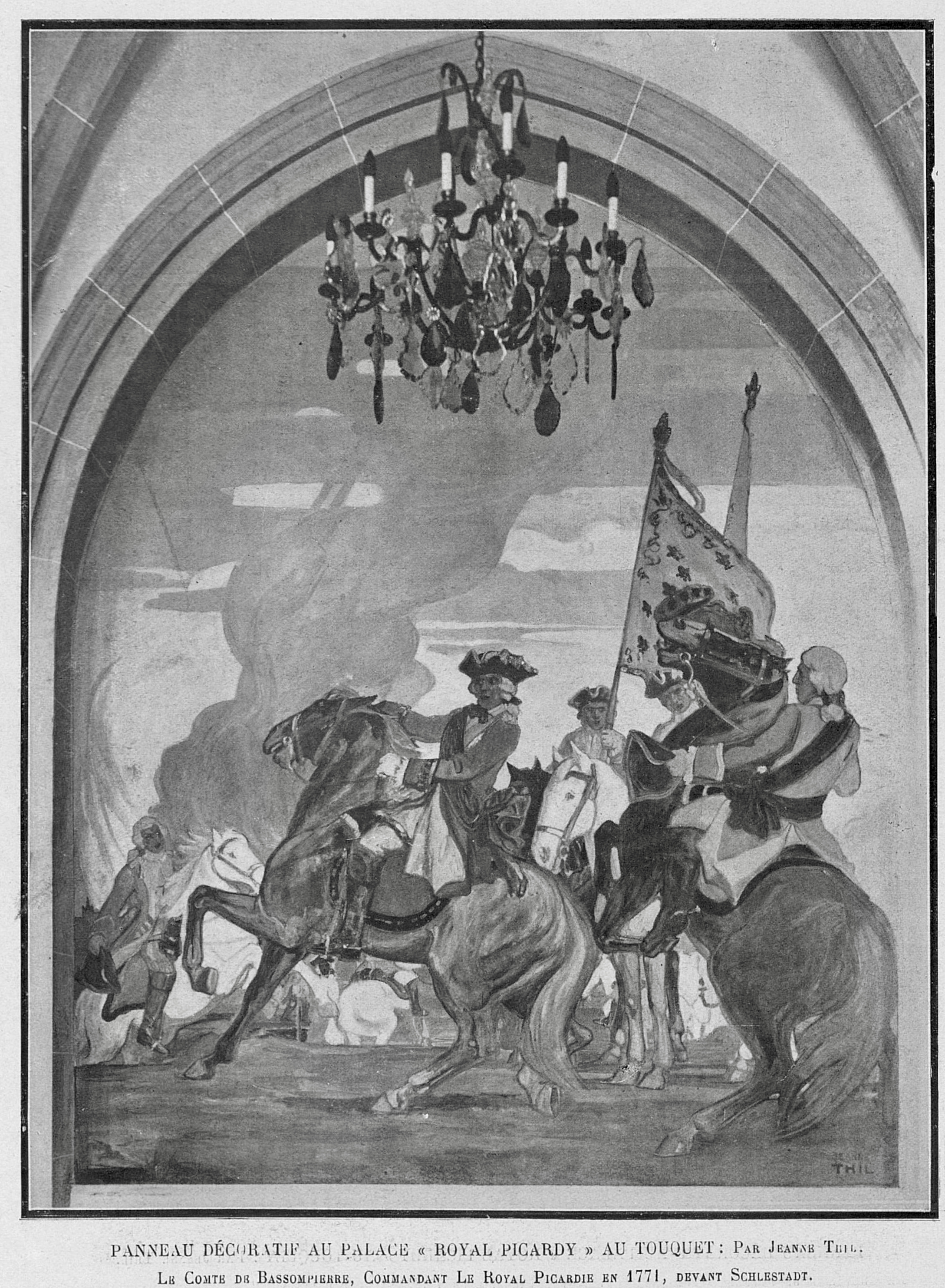

Les salles de réception sont somptueusement décorées comme en témoignent les illustrations de 1930 :

L'intérieur du Royal Picardy
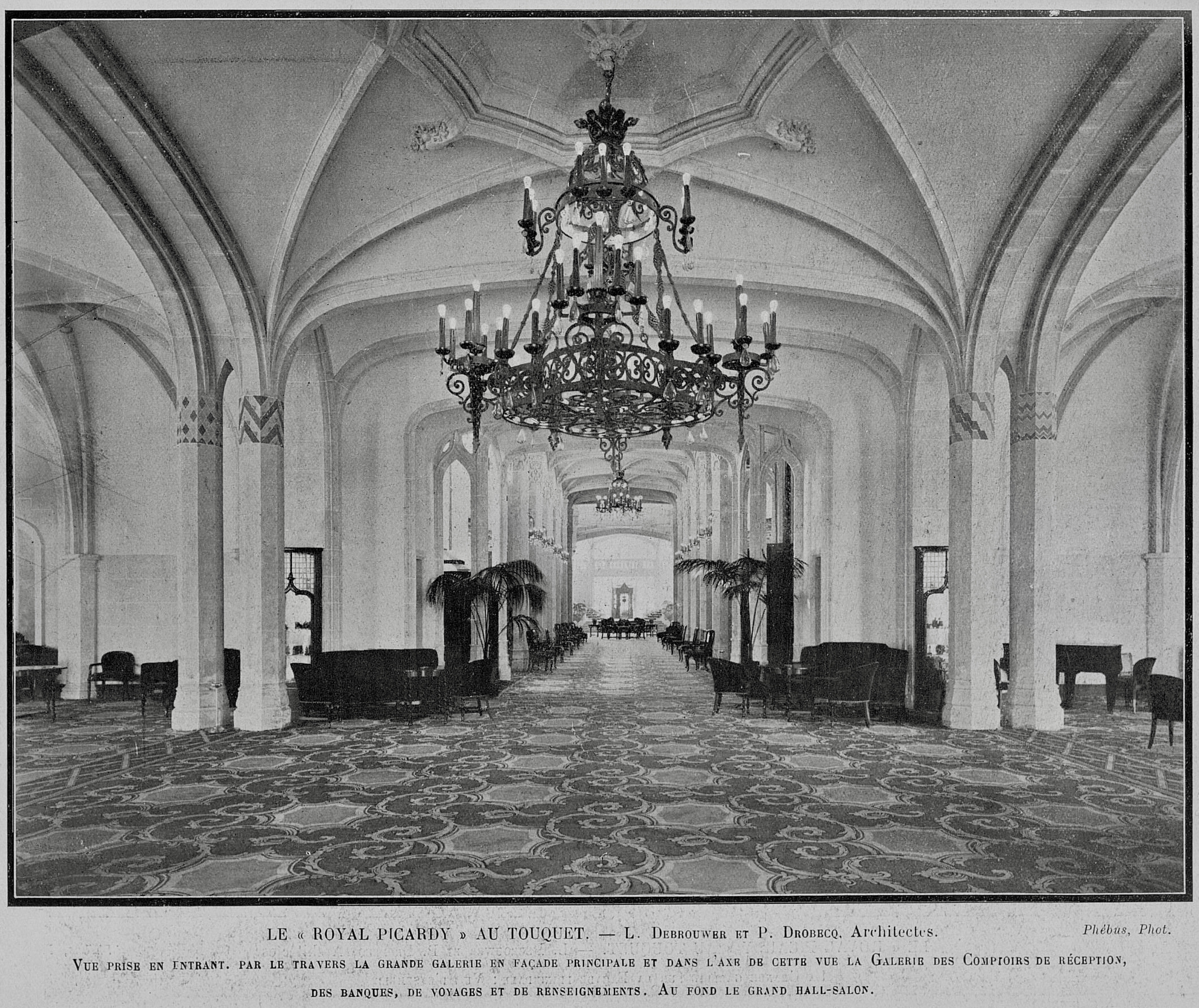
La galerie des comptoirs de réception.
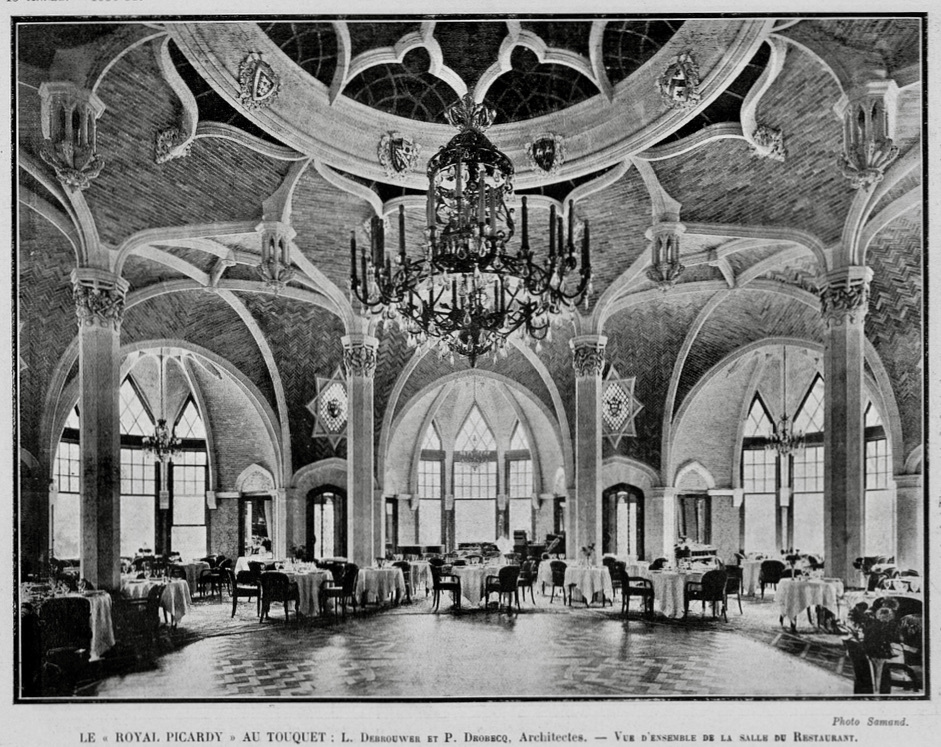
La salle de restaurant.
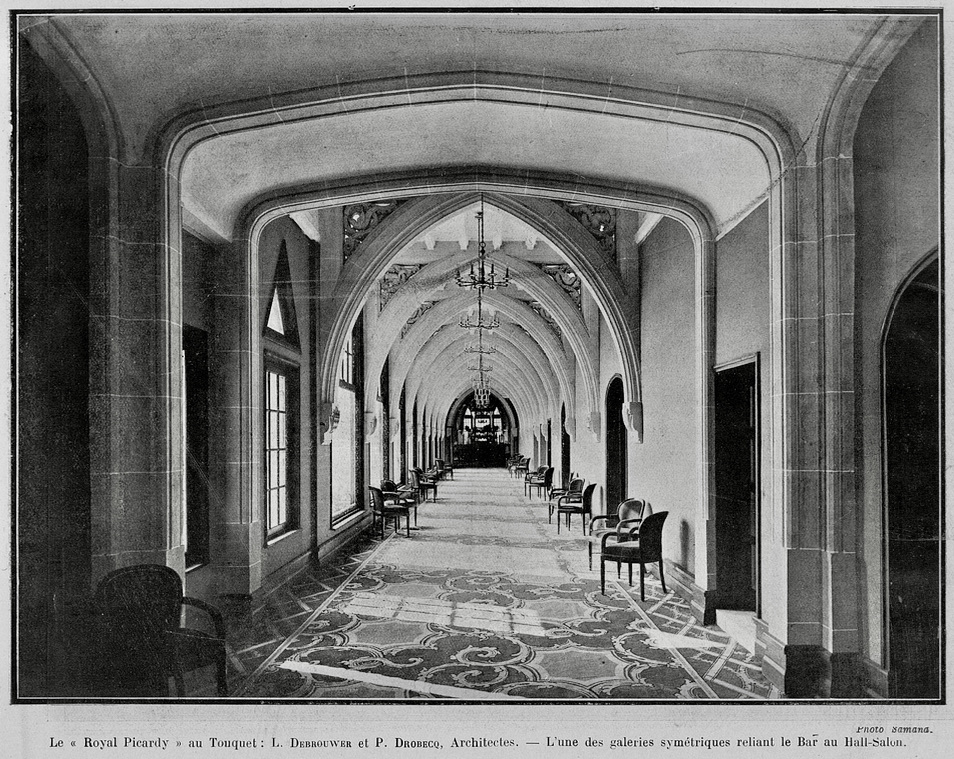
Liaison du bar au hall-salon.
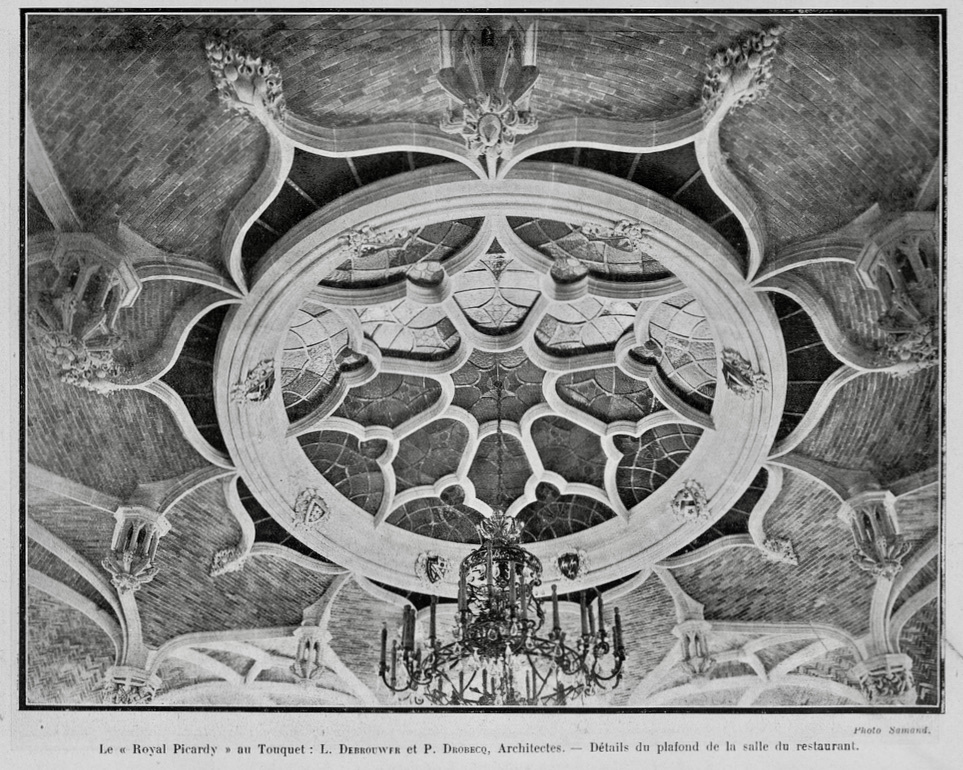
Le plafond de la salle de restaurant.

#### Appartements
Le palace, destiné à une clientèle essentiellement anglaise, apparaît comme une immense demeure seigneuriale de l'époque de la renaissance anglaise, teintée de goût normand.
Chacun des grands appartements comporte une chambre de maître, un somptueux salon, une salle de bain - piscine, un office pour le service du repas dans la chambre même, une chambre de dame de compagnie ou de valet de chambre. Toutes les pièces sont tendues de cretonne glacée.

## Dans la fiction
L'intrigue du roman Un palais dans les dunes (Presses de la Cité, septembre 2008) d'Annie Degroote est centrée sur le Royal Picardy.

## Pour approfondir

### Ouvrages
- Société académique du Touquet-Paris-Plage, 1912-2012 Un siècle d'histoire, Le Touquet-Paris-Plage, Éditions Henry, 2011, 226 p. (ISBN 978-2-917698-93-8)

1. 1 2 3 4  p. 48, écrits d'Alain Holuigue.

### Autres sources
1. ↑  Dessin de Pierre Drobecq - perspective d'une façade latérale du Royal Picardy.
2. ↑  Librairie F.Bonaventure, 58, rue de Paris, Le Touquet-Paris-Plage, Guide annuaire du Touquet-Paris-Plage 1939-1940, Imprimerie Henry, Le Touquet-Paris-Plage, p. 104.
3. ↑  Le Touquet Retro
4. ↑  Il y a 80 ans, un hôtel de légende prenait forme au Touquet - La Voix du Nord - 28 mars 2009 - Ludovic Vasseur.
5. ↑  « Au Touquet », Les Potins de Paris, no 2233,‎ 28 juillet 1929, p. 12 (lire en ligne).
6. 1 2 3  Jean-Jacques Richard, Renée Rachel Van Cleef, l'oubliée de la place Vendôme : La vie et la fin de vie de Renée Rachel fille du grand joaillier Alfred Van Cleef, Books on Demand, 14 janvier 2016, 292 p. (lire en ligne), p. 71.
7. ↑  « Répertoire immobilier », sur www.retronews.fr (consulté le 22 janvier 2020).
8. ↑  
« L'histoire du lycée hôtelier », sur le site du lycée hôtelier (consulté le 11 janvier 2012)
9. ↑  Journal municipal Le Touquet Magazine, janvier 1996, p. 9.
10. ↑  Évocation de Jeanne Thil.
11. ↑  Édith et Yves De Gueeter, Images du Touquet-Paris-Plage, juin 1987, p. 129
12. ↑  Édith et Yves De Gueeter, Images du Touquet-Paris-Plage, juin 1987, p. 128
13. ↑  Revue d'Un palais dans les dunes